# Norio Matsubara
Norio Matsubara (ur. 1969) – brazylijski kierowca wyścigowy pochodzenia japońskiego.

## Kariera
Matsubara rozpoczął karierę w wyścigach samochodowych w 1992 roku od startów w brazylijskiej Formule Ford 1600, gdzie czterokrotnie zwyciężał. Pozwoliło mu to zdobyć tytuł mistrzowski. W późniejszych latach pojawiał się także w stawce południowoamerykańskiej Formuły 3, Formuły 3000 oraz South American Supertouring Championship.
W Formule 3000 Japończyk wystartował w jednym wyścigu sezonu 1994 z brytyjską ekipą Omegaland, którego jednak nie ukończył.